# Manuel Pérez Flores
Manuel Pérez Flores (Guadalajara, Jalisco, México, 22 de enero de 1980) es un exfutbolista mexicano. Jugaba como centrocampista.

## Trayectoria
Se inició en el Club Atlas de Guadalajara en 2001, debutado con el técnico Ricardo Antonio Lavolpe, donde se erigió como titular indiscutible y capitán del Atlas. Fue cedido al Club de Fútbol Monterrey en 2007. Ha disputado más de 200 partidos y ha anotado más de 20 goles en la Primera División y para el torneo clausura 2011 jugara con Monarcas Morelia.
para el torneo apertura 2012 es presentado como jugador de los Tiburones Rojos de Veracruz de cara al próximo torneo.

### Clubes
| Club                        | País                | Año             | Partidos | Goles | Media |
| --------------------------- | ------------------- | --------------- | -------- | ----- | ----- |
| Atlas de Guadalajara        | México              | 2001 - 2007     | 108      | 17    | 0.16  |
| Atlético Cihuatlán (Cedido) | México              | 2001 - 2002     | 6        | 2     | 0.33  |
| Club de Fútbol Monterrey    | México              | 2007 - 2008     | 24       | 2     | 0.08  |
| Indios de Ciudad Juárez     | México              | 2008 - 2009     | 27       | 1     | 0.04  |
| Deportivo Toluca            | México              | 2010            | 13       | 2     | 0.2   |
| Monarcas Morelia            | México              | 2011            | 16       | 1     | 0.06  |
| Tiburones Rojos de Veracruz | México              | 2012            | 9        | 0     | 0     |
| Querétaro FC                | México              | 2013            | 9        | 0     | 0     |
| Total en su carrera         | Total en su carrera | 2001 - Presente | 212      | 25    | 0.12  |

## Selección nacional
Fecha de debut: 28 de febrero de 2007
Partido de debut:  México 3-1  Venezuela.
Entrenador con el que debutó: Hugo Sánchez
Partidos internacionales
| # | Fecha                 | Rival     | Sede      | Estadio          | Resultado | Competición |
| - | --------------------- | --------- | --------- | ---------------- | --------- | ----------- |
| 1 | 28 de febrero de 2007 | Venezuela | San Diego | Qualcomm Stadium | 3 - 1     | Amistoso    |